# Wachau
Wachau je dolina u Austriji kroz koju teče rijeka Dunav, između gradova Melk i Krems, i jedna je od najvećih turističkih odredišta u Donjoj Austriji. Najposjećeniji su Opatija u Melku, barokni benediktinski samostan, i Dvorac Dürnstein, gdje je austrijski vojvoda Leopold V. zatočio engleskog kralja Rikarda I. na njegovom putu kući iz Trećeg križarskog rata u 12. stoljeću.
Njen slikoviti krajolik, dug 30 km, nastao je u prapovijesti, a danas je poznat po proizvodnji marelica i grožđa. Ono se koristi za proizvodnju likera i vina, poput najslavnijih austrijskih vina, Riesling i Grüner Veltliner.
Wachovia (danas Forsyth County) u Sjevernoj Karolini (SAD), koju su zasnovali pripadnici Moravske crkve 1753. godine, nazvana je po austrijskoj pokrajini Wachau, jer je njihovog vođu, biskupa Augusta Gottlieba Spangenberga podsjećala na dom njihova zaštitnika Nicholausa Ludwiga Zinzendorfa.
God. 2000., Kulturni krajolik doline Wachau je upisan na UNESCO-ov popis mjesta svjetske baštine u Europi kao rijedak primjer krajolika bogate arhitektonske baštine koja je krasno sačuvan primjer organskog i skladnog razvoja srednjovjekovnog krajolika.

## Vanjske poveznice
- Wachau, službena stranica (engl.)

### Ostali projekti
|  | Zajednički poslužitelj ima još gradiva o temi Wachau |